# アギブ・カマラ
アギブ・カマラ（フランス語: Aguibou Camara、2001年5月20日 - ）は、ギニアのサッカー選手。ギニア代表。ポジションはMFもしくはFW。

## クラブ歴
2019年3月29日にリールOSCと5年のプロ契約を締結した。2021年2月10日にクープ・ドゥ・フランスでプロ初出場初得点を記録した。しかしリールでの出場はこの1試合に止まった。
2021年7月13日にオリンピアコスFCに完全移籍。ペドロ・マルティンス監督からもすぐに信頼を得て、8月6日には移籍後初得点をUEFAチャンピオンズリーグ 2021-22 予選のPFCルドゴレツ・ラズグラド戦で記録した。
2024年7月、PFCルドゴレツ・ラズグラドに移籍した。

## 代表歴
2019年10月12日に行われたコモロ代表との親善試合で代表初出場。2021年6月11日のニジェール代表との親善試合で代表初得点を記録した。同年12月21日にはアフリカネイションズカップ2021のメンバーに選出された。